# Harald Kleinschmidt
Harald Kleinschmidt (* 1. Juni 1949 in Göttingen) ist ein deutscher Historiker und Hochschullehrer.

## Leben und Wirken
Harald Kleinschmidt studierte Geschichte, Anglistik und Völkerkunde (Afrikanistik) an der Georg-August-Universität Göttingen, legte das Staatsexamen 1973 ab und promovierte dort in Geschichte mit der Dissertation „Untersuchungen über das englische Königtum im 10. Jahrhundert“. Von 1978 bis 1980 absolvierte er die Ausbildung für den höheren Bibliotheksdienst als Bibliotheksreferendar an der Staatsbibliothek zu Berlin mit Fachprüfung am Bibliothekar-Lehrinstitut des Landes Nordrhein-Westfalen. Anschließend war er als wissenschaftlicher Angestellter bzw. Assistent an der Universität Stuttgart tätig. 1985 habilitierte er sich und lehrte dort als Privatdozent. Von 1989 bis 2015 war er Professor für Geschichte der Internationalen Beziehungen an der Universität Tsukuba in Japan.

## Schriften
- Der Kontext der Europäischen Union. Eine Globalgeschichte der regionalen Integration vor und außerhalb der EU und ihrer Vorgängerinstitutionen (= Historische Europa-Studien, Bd. 24). Olms, Hildesheim 2020, ISBN 978-3-487-15839-6.
- Normgebundenheit weltweiten Handelns. Transkontinentale Migration als Beispiel (= Beiträge zur politischen Wissenschaft. Bd. 183). Duncker & Humblot, Berlin 2018, ISBN 978-3-428-15333-6.
- Geschichte des Völkerrechts in Krieg und Frieden. Francke, Tübingen 2013, ISBN 978-3-7720-5450-1.
- Diskriminierung durch Vertrag und Krieg. Zwischenstaatliche Verträge und der Begriff des Kolonialkriegs im 19. und frühen 20. Jahrhundert (= Historische Zeitschrift, Beiheft, N.F. Bd. 59). Oldenbourg, München 2013, ISBN 978-3-486-71730-3.
- Migration und Integration. Theoretische und historische Perspektiven (= Theorie und Geschichte der bürgerlichen Gesellschaft. Bd. 24). Westfälisches Dampfboot, Münster 2011, ISBN 978-3-89691-124-7.
- Die Angelsachsen. Beck, München 2011, ISBN 978-3-406-62137-6.
- Legitimität, Frieden, Völkerrecht. Eine Begriffs- und Theoriegeschichte der menschlichen Sicherheit (= Beiträge zur politischen Wissenschaft. Bd. 157). Duncker & Humblot, Berlin 2010, ISBN 978-3-428-13167-9.
- Migration und Identität. Studien zu den Beziehungen zwischen dem Kontinent und Britannien vom 5. bis zum 8. Jahrhundert (= Schriften zur südwestdeutschen Landeskunde. Bd. 60). Thorbecke, Ostfildern 2009, ISBN 978-3-7995-5260-8.
- Ruling the waves. Emperor Maximilian I., the search for islands and the transformation of the European world picture c. 1500. Hes & De Graaf Publ., Utrecht 2008, ISBN 978-90-6194-020-3.
- Perception and action in medieval Europe. Boydell, Woodbridge 2005, ISBN 1-84383-146-5.
- Charles V. The world emperor. Sutton, Stroud 2004, ISBN 0-7509-2404-7.
- Menschen in Bewegung. Inhalte und Ziele historischer Migrationsforschung. Vandenhoeck & Ruprecht, Göttingen 2002, ISBN 3-525-36257-9.
- Understanding the middle ages. The transformation of ideas and attitudes in the medieval world. Boydell Press, Woodbridge 2000, ISBN 0-85115-770-X.
- A nemesis of power. A history of international relations theories. Reaktion Books, London 2000, ISBN 1-86189-058-3.
- Geschichte der internationalen Beziehungen. Ein systemgeschichtlicher Abriß. Reclam, Stuttgart 1998, ISBN 3-15-017013-3.
- Württemberg und Japan. Landesgeschichtliche Aspekte der deutsch-japanischen Beziehungen. Helfant-Ed., Stuttgart 1991, ISBN 3-925184-91-0.
- Tyrocinium militare. Militärische Körperhaltungen und -bewegungen im Wandel zwischen dem 14. und dem 18. Jahrhundert. Autorenverlag, Stuttgart 1989 (Habilitationsschrift Universität Stuttgart), ISBN 3-927367-00-1.
- Untersuchungen über das englische Königtum im 10. Jahrhundert (= Göttinger Bausteine zur Geschichtswissenschaft, Bd. 49). Musterschmidt, Göttingen 1979, ISBN 3-7881-1051-1.